# Klaus Jungnickel
Klaus Jungnickel (* 27. September 1940; † 7. Januar 2024 in Gießen-Petersweiher) war ein deutscher Basketballspieler und -trainer. Der Innenspieler wurde in seiner Spielerkarriere dreimal und als Trainer einmal deutscher Meister mit dem MTV Gießen. Er war außerdem deutscher Nationalspieler.

## Spielerlaufbahn
Jungnickel trug während seiner Spielerzeit die Spitznamen „Die goldene Hand“ und „Dschang“. Mit dem MTV Gießen gewann er in den Jahren 1965, 1967 und 1968 jeweils den deutschen Meistertitel. Er bestritt 161 Spiele für den MTV und kam dabei auf insgesamt 3296 Punkte. 1965 nahm er mit der bundesdeutschen Nationalmannschaft an der Europameisterschaft in der Sowjetunion teil und erzielte während des Turniers in sechs Einsätzen im Schnitt 3,3 Punkte.
1975 führte Jungnickel die Gießener in seinem ersten Amtsjahr als Trainer zum Gewinn der deutschen Meisterschaft und hatte den Posten bis 1977 inne. Im Dezember 1983 wurde er wieder MTV-Trainer, nachdem sich der Verein von Hannes Neumann getrennt hatte.
Jungnickel starb am 7. Januar 2024 zu Hause in Gießen-Petersweiher im Alter von 83 Jahren.